# Aktiebolaget Kongahälla
Aktiebolaget Kongahälla är ett svenskt förvaltningsbolag som agerar moderbolag för de verksamheter som Kungälvs kommun har valt att driva i aktiebolagsform. Bolaget ägs helt av kommunen.

## Bolag
Källa: 
- Bagahus AB (vilande)
- Bohusläns Kommunala Exploateringsaktiebolag (Bokab)
- Kungälv Arena AB
- Kungälv Energi AB